# Philipp Kohlschreiber
Philipp Eberhard Hermann Kohlschreiber (ur. 16 października 1983 w Augsburgu) – niemiecki tenisista, reprezentant w Pucharze Davisa, zdobywca Drużynowego Pucharu Świata 2011, olimpijczyk z Rio de Janeiro (2016) i Tokio (2020).

## Kariera tenisowa
Karierę zawodową rozpoczął w roku 2001 od startów w turniejach ITF Futures i ATP Challenger Tour. W 2002 roku wystąpił po raz pierwszy w turnieju z cyklu ATP World Tour, w Monachium, ale w 1. rundzie imprezy musiał uznać wyższość Ekwadorczyka Nicolása Lapenttiego. W 2003 roku debiutował w imprezie wielkoszlemowej, przegrywając w US Open z późniejszym półfinalistą Davidem Nalbandianem.
W 2004 roku, głównie dzięki udanym startom w turniejach ATP Challenger Tour, a także pierwszemu w karierze ćwierćfinałowi w ATP World Tour (w Adelaide, gdzie pokonał klasyfikowanego wówczas na 4. miejscu na świecie Lleytona Hewitta), awansował do czołowej setki rankingu światowego. W kolejnym sezonie wygrał swój pierwszy turniej deblowy ATP World Tour, wspólnie z Larsem Burgsmüllerem w Ho Chi Minh. W finale niemiecka para pokonała wynikiem 5:6(3), 6:4, 6:2 duet Ashley Fisher-Robert Lindstedt.
W 2006 roku zwyciężył po raz drugi w rozgrywkach deblowych, na nawierzchni ziemnej w Kitzbühel, gdzie razem ze Stefanem Koubkiem pokonał w dwóch setach Olivera Maracha i Cyrila Suka.
Pierwszy triumf w grze pojedynczej z cyklu ATP World Tour Niemiec odniósł w maju 2007 roku w Monachium. W drodze po tytuł pokonał m.in. rozstawionych Jarkko Nieminena i Marcosa Baghdatisa, a w finale rezultatem 2:6, 6:3, 6:4 Rosjanina Michaiła Jużnego. Również w Monachium wygrał zawody deblowe, grając w parze z Jużnym.
Na początku stycznia 2008 roku Kohlschreiber zwyciężył grę podwójną w Ad-Dausze. Będąc w parze z Davidem Škochem wygrał z południowoafrykańskim deblem Jeff Coetzee-Wesley Moodie. W połowie stycznia odniósł swój drugi singlowy triumf podczas rywalizacji w Auckland. Będąc rozstawionym z nr 7. Kohlschreiber stracił w całym turnieju jednego seta. W finale pokonał w dwóch setach Hiszpana Juana Carlosa Ferrero. W połowie lutego Niemiec wraz z Michaiłem Jużnym doszedł do finału zawodów w Rotterdamie, jednak w finale nie sprostał parze Tomáš Berdych-Dmitrij Tursunow. W maju Kohlschreiber wygrał swój piąty deblowy turniej, na kortach w Stuttgarcie pokonując, w parze z Christopherem Kasem, inny niemiecki duet Michael Berrer-Mischa Zverev. Drugi w sezonie singlowy finał Niemiec rozegrał w Halle. Po drodze wyeliminował grającego z nr 2. Jamesa Blake’a, lecz pojedynek finałowy przegrał ze Szwajcarem Rogerem Federerem. Do końca sezonu awansował jeszcze do finału imprezy w Bazylei w grze podwójnej, jednak decydujący o tytule mecz przegrał razem z Kasem z deblem Mahesh Bhupathi-Mark Knowles.
Rok 2009 Kohlschreiber zakończył z jednym tytułem deblowym, na trawiastych kortach w Halle (w parze z Kasem) oraz singlowym finałem w Metzu, gdzie przegrał ostatecznie z Gaëlem Monfilsem. Ponadto w maju doszedł wspólnie z reprezentacją Niemiec do finału Drużynowego Pucharu Świata. W finale Niemcy przegrały z Serbią 1:2, a Kohlschreiber przegrał swój pojedynek singlowy z Janko Tipsareviciem.
Pod koniec maja 2011 roku Kohlschreiber zdobył wraz z reprezentacją Niemiec Drużynowy Puchar Świata. Niemcy po drodze wyeliminowali Serbię, Hiszpanię i Rosję, a w finale pokonali 2:1 Argentynę. Kohlschreiber rozegrał w zawodach cztery singlowe pojedynki, z których w dwóch zwyciężył, natomiast w deblu rozegrał jeden zwycięski mecz, wspólnie z Philippem Petzschnerem, przeciwko Juanowi Ignacio Cheli i Máximo Gonzálezowi w finale. Wygrana w tym meczu zapewniła triumf w zawodach niemieckiej drużynie. W czerwcu Niemiec wygrał po raz trzeci w karierze zawody singlowe rangi ATP World Tour, na trawiastych kortach w Halle. Po drodze wyeliminował m.in. obrońcę tytułu z 2010 roku, Lleytona Hewitta, a w finale Philippa Petzschnera.
Na początku stycznia 2012 roku Kohlschreiber dotarł razem z Christopherem Kasem do finału debla w Ad-Dausze. Niemiecka para finałowy pojedynek przegrała z Filipem Poláškiem i Lukášem Rosolem. W maju tenisista niemiecki zwyciężył w czwartym turnieju singlowym. W Monachium pokonał w finale wynikiem 7:6(8), 6:3 Marina Čilicia. Pod koniec lipca w Kitzbühel Kohlschreiber dotarł do finału w którym przegrał 7:6(2), 3:6, 2:6 z obrońcą tytułu, Robinem Haase.
W styczniu 2013 roku Kohlschreiber wygrał siódmy deblowy turniej, a dokonał tego w Ad-Dausze tworząc parę z Christopherem Kasem. Finał niemiecka para zakończyła zwycięsko z deblem Julian Knowle-Filip Polášek. W tym samym miesiącu niemiecki tenisista awansował do finału singla w Auckland, gdzie w decydującym o tytule meczu nie sprostał Davidowi Ferrerowi. W maju Kohlschreiber awansował do finału w Monachium, ponosząc porażkę w ostatnim spotkaniu z Tommym Haasem. Trzeci w sezonie finał singlowy Niemiec osiągnął w lipcu w Stuttgarcie, w którym tym razem nie sprostał Fabio Fogniniemu.
W sezonie 2014 triumfował w finale zawodów w Düsseldorfie, w którym pokonał Ivo Karlovicia 6:2, 7:6(4).
Na początku maja 2015 roku Niemiec zdołał awansować do finału zawodów singlowych rozgrywanych w Monachium, w którym nie sprostał Andy’emu Murrayowi. W sierpniu Kohlschreiber zwyciężył w zawodach rozgrywanych w Kitzbühel, gdzie w finale okazał się lepszym 2:6, 6:2, 6:2 od Paula-Henriego Mathieu.
Rok później również wystąpił w finale lokalnych zawodów w stolicy Bawarii, w którym pokonał Dominica Thiema, zaliczając trzeci triumf w tym turnieju. Miesiąc później Kohlschreiber zagrał w Thiemem w finale turnieju w Stuttgarcie, tym razem ponosząc porażkę. W sierpniu zagrał w turnieju singlowym igrzysk olimpijskich w Rio de Janeiro dochodząc do 2 rundy.
W sezonie 2017 niemiecki tenisista zwyciężył w jednym turnieju, w sierpniu w Kitzbühel po finale z João Sousą. W kwietniu został finalistą zawodów w Marrakeszu ponosząc porażkę z Borną Ćoriciem. Kohlschreiber nie wykorzystał w finale z Ćoriciem pięciu piłek meczowych ostatecznie ulegając Chorwatowi 7:5, 6:7(3), 5:7.
Ostatni finał w zawodowej karierze Niemiec osiągnął w maju 2018 roku w Monachium, gdzie przegrał z Alexanderem Zverevem. W 2021 roku wystartował na igrzyskach olimpijskich w Tokio, z których odpadł w pierwszej rundzie.
W czerwcu 2022 roku zakończył karierę podczas eliminacji do Wimbledonu.
Najwyżej sklasyfikowany w rankingu singlistów był na 16. miejscu w lipcu 2012 roku, z kolei w zestawieniu deblistów w listopadzie 2008 roku zajmował 51. pozycję.

### Finały w turniejach ATP World Tour
| Legenda                                      |
| -------------------------------------------- |
| Wielki Szlem                                 |
| Igrzyska olimpijskie                         |
| Tennis Masters Cup / ATP Finals              |
| ATP Masters Series / ATP Tour Masters 1000   |
| ATP International Series Gold / ATP Tour 500 |
| ATP International Series / ATP Tour 250      |

#### Gra pojedyncza (8–10)
| Końcowy wynik | Nr  | Data             | Turniej    | Nawierzchnia  | Przeciwnik          | Wynik finału        |
| ------------- | --- | ---------------- | ---------- | ------------- | ------------------- | ------------------- |
| Zwycięzca     | 1.  | 6 maja 2007      | Monachium  | Ceglana       | Michaił Jużny       | 2:6, 6:3, 6:4       |
| Zwycięzca     | 2.  | 12 stycznia 2008 | Auckland   | Twarda        | Juan Carlos Ferrero | 7:6(4), 7:5         |
| Finalista     | 1.  | 15 czerwca 2008  | Halle      | Trawiasta     | Roger Federer       | 3:6, 4:6            |
| Finalista     | 2.  | 27 września 2009 | Metz       | Twarda (hala) | Gaël Monfils        | 6:7(1), 6:3, 2:6    |
| Zwycięzca     | 3.  | 12 czerwca 2011  | Halle      | Trawiasta     | Philipp Petzschner  | 7:6(5), 2:0 krecz   |
| Zwycięzca     | 4.  | 6 maja 2012      | Monachium  | Ceglana       | Marin Čilić         | 7:6(8), 6:3         |
| Finalista     | 3.  | 28 lipca 2012    | Kitzbühel  | Ceglana       | Robin Haase         | 7:6(2), 3:6, 2:6    |
| Finalista     | 4.  | 12 stycznia 2013 | Auckland   | Twarda        | David Ferrer        | 6:7(5), 1:6         |
| Finalista     | 5.  | 5 maja 2013      | Monachium  | Ceglana       | Tommy Haas          | 3:6, 6:7(3)         |
| Finalista     | 6.  | 14 lipca 2013    | Stuttgart  | Ceglana       | Fabio Fognini       | 7:5, 4:6, 4:6       |
| Zwycięzca     | 5.  | 24 maja 2014     | Düsseldorf | Ceglana       | Ivo Karlović        | 6:2, 7:6(4)         |
| Finalista     | 7.  | 3 maja 2015      | Monachium  | Ceglana       | Andy Murray         | 6:7(4), 7:5, 6:7(4) |
| Zwycięzca     | 6.  | 8 sierpnia 2015  | Kitzbühel  | Ceglana       | Paul-Henri Mathieu  | 2:6, 6:2, 6:2       |
| Zwycięzca     | 7.  | 1 maja 2016      | Monachium  | Ceglana       | Dominic Thiem       | 7:6(7), 4:6, 7:6(4) |
| Finalista     | 8.  | 12 czerwca 2016  | Stuttgart  | Trawiasta     | Dominic Thiem       | 7:6(2), 4:6, 4:6    |
| Finalista     | 9.  | 16 kwietnia 2017 | Marrakesz  | Ceglana       | Borna Ćorić         | 7:5, 6:7(3), 5:7    |
| Zwycięzca     | 8.  | 5 sierpnia 2017  | Kitzbühel  | Ceglana       | João Sousa          | 6:3, 6:4            |
| Finalista     | 10. | 6 maja 2018      | Monachium  | Ceglana       | Alexander Zverev    | 3:6, 3:6            |

#### Gra podwójna (7–3)
| Końcowy wynik | Nr | Data                 | Turniej     | Nawierzchnia    | Partner          | Przeciwnicy                    | Wynik finału     |
| ------------- | -- | -------------------- | ----------- | --------------- | ---------------- | ------------------------------ | ---------------- |
| Zwycięzca     | 1. | 2 października 2005  | Ho Chi Minh | Dywanowa (hala) | Lars Burgsmüller | Ashley Fisher Robert Lindstedt | 5:6(3), 6:4, 6:2 |
| Zwycięzca     | 2. | 30 lipca 2006        | Kitzbühel   | Ceglana         | Stefan Koubek    | Oliver Marach Cyril Suk        | 6:2, 6:3         |
| Zwycięzca     | 3. | 6 maja 2007          | Monachium   | Ceglana         | Michaił Jużny    | Jan Hájek Jaroslav Levinský    | 6:1, 6:4         |
| Zwycięzca     | 4. | 5 stycznia 2008      | Ad-Dauha    | Twarda          | David Škoch      | Jeff Coetzee Wesley Moodie     | 6:4, 4:6, 11–9   |
| Finalista     | 1. | 24 lutego 2008       | Rotterdam   | Twarda (hala)   | Michaił Jużny    | Tomáš Berdych Dmitrij Tursunow | 5:7, 6:3, 7–10   |
| Zwycięzca     | 5. | 13 lipca 2008        | Stuttgart   | Ceglana         | Christopher Kas  | Michael Berrer Mischa Zverev   | 6:3, 6:4         |
| Finalista     | 2. | 26 października 2008 | Bazylea     | Twarda (hala)   | Christopher Kas  | Mahesh Bhupathi Mark Knowles   | 3:6, 3:6         |
| Zwycięzca     | 6. | 14 czerwca 2009      | Halle       | Trawiasta       | Christopher Kas  | Andreas Beck Marco Chiudinelli | 6:3, 6:4         |
| Finalista     | 3. | 7 stycznia 2012      | Ad-Dauha    | Twarda          | Christopher Kas  | Filip Polášek Lukáš Rosol      | 3:6, 4:6         |
| Zwycięzca     | 7. | 6 stycznia 2013      | Ad-Dauha    | Twarda          | Christopher Kas  | Julian Knowle Filip Polášek    | 7:5, 6:4         |

### Starty wielkoszlemowe (gra pojedyncza)
| Turniej         | 2003 | 2004 | 2005 | 2006 | 2007 | 2008 | 2009 | 2010 | 2011 | 2012 | 2013 | 2014 | 2015 | 2016 | 2017 | 2018 | 2019 | 2020 | 2021 | 2022 | Wygrane turnieje | Bilans w turnieju |
| --------------- | ---- | ---- | ---- | ---- | ---- | ---- | ---- | ---- | ---- | ---- | ---- | ---- | ---- | ---- | ---- | ---- | ---- | ---- | ---- | ---- | ---------------- | ----------------- |
| Australian Open | –    | –    | 4R   | 2R   | 2R   | 4R   | 2R   | 3R   | 2R   | 4R   | 3R   | –    | 2R   | 1R   | 3R   | 1R   | 2R   | 2R   | –    | 2R   | 0 / 16           | 23–15             |
| French Open     | –    | –    | 1R   | 2R   | 2R   | 1R   | 4R   | 3R   | 1R   | 2R   | 4R   | 3R   | 2R   | 1R   | 1R   | 1R   | 2R   | 1R   | 3R   | –    | 0 / 17           | 16–17             |
| Wimbledon       | –    | –    | 1R   | 3R   | 1R   | 1R   | 3R   | 3R   | 1R   | QF   | 1R   | 2R   | 1R   | 1R   | 1R   | 3R   | 1R   | NH   | 1R   | –    | 0 / 16           | 13–16             |
| US Open         | 1R   | 2R   | 1R   | 1R   | 3R   | 2R   | 3R   | 2R   | 1R   | 4R   | 4R   | 4R   | 3R   | 1R   | 4R   | 4R   | 1R   | 1R   | 2R   | –    | 0 / 19           | 25–19             |
| Bilans spotkań  | 0–1  | 1–1  | 3–4  | 4–4  | 4–4  | 4–4  | 8–4  | 7–4  | 1–4  | 11–4 | 7–4  | 6–3  | 4–4  | 0–4  | 5–4  | 5–4  | 2–4  | 1–2  | 3–3  | 1–1  | N/A              | 77–67             |